# Joseph Wallis
Joseph Godfrey Wallis (* 20. Juli 1873 in Kings Norton; † 16. Mai 1919 in Glasgow) war ein britischer Rugbyspieler.

## Karriere
Wallis begann seine sportliche Laufbahn beim Verein Old Edwardians. Hier spielte er sowohl Rugby als auch Cricket. Im Jahr 1900 nahm er an den Olympischen Spielen teil. In Paris erreichte er mit der Mannschaft der Moseley Wanderers den zweiten Rang und sicherte sich somit eine Medaille.